# Vočko pečuje o malou
Vočko pečuje o malou (v anglickém originále Moe Baby Blues) je 22. díl 14. řady (celkem 313.) amerického animovaného seriálu Simpsonovi. Scénář napsal J. Stewart Burns a díl režírovala Lauren MacMullanová. V USA měl premiéru dne 18. května 2003 na stanici Fox Broadcasting Company a v Česku byl poprvé vysílán 1. února 2005 na stanici ČT1.

## Děj
Celé město se vydává do springfieldské botanické zahrady, aby vidělo rozkvět sumaterského květu století. Protože obrovský dav lidí je přesně o jednoho člověka větší než maximální povolená kapacita, rozhodne se náčelník Wiggum vykázat z obřadu nejzatrpklejší a nejneoblíbenější osobu, která se tam nachází: Vočka. Když se však květina otevře, vydává příšerný zápach, z něhož se obyvatelům města udělá špatně a dají se na útěk. Když měšťané začnou z botanické zahrady odjíždět, Simpsonovi uvíznou v dopravní zácpě. Líza se snaží Homera upozornit, že se kolona rozjíždí, ten však příliš zrychlí a prudce šlápne na brzdu. Vlivem síly proletí Maggie střešním oknem vozu poté, co se jí přetrhne lacině vyrobený bezpečnostní pás. Vočko, který se chystá spáchat sebevraždu skokem z římsy, náhodou zachytí Maggie právě ve chvíli, kdy se chystá skočit do řeky pod mostem. Vočko je pak ke svému překvapení okamžitě prohlášen za hrdinu a okamžitě se s Maggie sblíží. 
Simpsonovi nechávají Vočka neustále hlídat Maggie a Marge je ráda, že má spoustu času na vyřizování věcí, ale Homer se cítí být vynechán z Maggiina života a dělá si starosti, protože je to jeho poslední šance být dobrým otcem po jeho naprostém selhání s Lízou a Bartem. Později Vočko vypráví Maggie příběh o Kmotrovi. Když se dostane k části, kde si Don Corleone hraje se svým vnukem, Vočko mu předvede, jak ho Don vyděsí tím, že mu strčí do pusy rozkrojený pomeranč, a Maggie si to užívá. Když dojde na Maggiinu narozeninovou oslavu, Vočko všechny naštve svým chováním a dárkem pro Maggie: ztvárněním svého baru ve velikosti hračky, ve kterém je „Klasický opilý Barney“ a „Opilý mluvící Homer“. Když se Marge a Homer dozvědí, že si Vočko do Maggiina pokoje nainstaloval vlastní monitorovací systém, rozhodnou se, že už toho bylo dost, a Vočka ze svého domu nadobro vystěhují. 
Vočkovi se vrátí deprese, a to až do té míry, že si mouchy v baru představuje jako Maggie. Jednou v noci rodina spí a Maggie se probudí a slyší, jak mafie před domem spřádá plány na vyvraždění rodiny Castellanetových. Když Homer s Marge Maggie pohřešují, domnívají se, že ji unesl Vočko, a s pomocí policie ho vypátrají. Uvidí Vočka v kuchyni u trouby a myslí si, že Maggie je uvnitř, ale ukáže se, že je to ve skutečnosti šunka. Když se Vočko dozví, že se Maggie ztratila, nabídne Simpsonovým, že jim ji pomůže najít. Při prohledávání dvora Simpsonových domu najde skupina rozřezaný pomeranč, který použil Tlustý Tony, a Vočko přijde na to, že Maggie musela sledovat mafiány. 
Maggie sleduje mafiány k Luigimu, kde má schůzku gang Tlustého Tonyho a Castellanetovi. Maggie vstoupí do restaurace, kde se oba gangy chystají zahájit přestřelku. Situace se zhorší, když na sebe obě skupiny mafiánů namíří zbraněmi a Maggie se ocitne uprostřed italsko-americko-mexické přestřelky. Homer, Marge a Vočko stojí venku a Vočko se rozhodne jít dovnitř a Maggie zachránit. Gangsterům vypráví o Maggiině nevině, a tak je rozpláče a Vočko s Maggie bezpečně odejdou. Rodina se omluví za svou křivdu vůči Vočkovi a Homer s Vočkem se rozhodnou, že si spolu budou „hrát“: Homer tráví čas se šunkou a Vočko tráví více času s Maggie.

## Přijetí
Epizoda získala pozitivní recenze od kritiků. Emily VanDerWerffová z The A.V. Clubu, která zastává názor, že na začátku roku 2000 kvalita Simpsonových oproti dřívějším letům poklesla, pochválila díl za to, že je stejně dobrý jako lepší epizody seriálu. V roce 2009 napsala: „Bez ohledu na to, jak moc se showrunner Al Jean snažil vrátit seriál ke kořenům poté, co ho Mike Scully na začátku desetiletí proměnil v kreslenou fantasy, vždycky mu něco chybělo. Seriál, který dokázal všechno, většinou ztratil schopnost překvapovat. Čas od času však přišel s epizodou, jako byla tato, a nabídl nový vtipný způsob využití postav.“. VanDerWerffová dále uvedla, že „Vočko se stává posedlým péčí o malou Maggie, a to způsobem, který je jak vtipný, tak má kořeny v postavách, které jsme poznali. Díl přidal do seriálu nový vztah a představoval jednu z mála konzistentně vtipných epizod tohoto desetiletí.“
V únoru 2012 zařadil díl Matt Zoller Seitz z časopisu New York mezi „9 epizod Simpsonových z poslední doby, které se vyrovnají raným klasikám“. Victor Valdivia z DVD Verdictu se vyjádřil, že „ani ty nejlepší epizody (14. řady) se úplně nevyrovnají těm nejlepším z klasických sezón seriálu, ale to neznamená, že stejně nestojí za zhlédnutí“. Jako příklad uvedl díl Vočko pečuje o malou a dodal, že „dodává Vočkovi, jedné z nejskalnějších postav seriálu, tolik potřebnou lidskost“. Server Screen Rant díl označil za nejlepší epizodu 14. řady.
J. Stewart Burns byl za práci na epizodě nominován na Cenu Sdružení amerických scenáristů v kategorii animace, ale prohrál s Mattem Selmanem, scenáristou epizody Výchova dívek v Americe. Člen štábu Simpsonových Hank Azaria získal za svůj hlasový výkon v dílu Vočko pečuje o malou cenu Emmy v kategorii vynikající výkon ve voiceoveru. Bylo to Azariovo třetí vítězství v této kategorii a celkově jeho čtvrtá cena Emmy.